# Malaysische Badmintonmeisterschaft 2001
Die Malaysische Badmintonmeisterschaft 2001 fand vom 7. bis 10. Februar 2001 in Kangar als Proton-EON National Circuit Grand Prix Finals statt. 

## Austragungsort
- Dewan Persatuan Badminton Perlis

## Sieger
| Disziplin    | Sieger                        |
| ------------ | ----------------------------- |
| Herreneinzel | Roslin Hashim                 |
| Dameneinzel  | Lee Yin Yin                   |
| Herrendoppel | Choong Tan Fook Lee Wan Wah   |
| Damendoppel  | Norhasikin Amin Fong Chew Yen |
| Mixed        | Rosman Razak Norhasikin Amin  |